# محمد علالي

## محمد علالي
محمد علالي هو مخرج سينمائي، محرر، ومصمم غرافيك مغربي، حاصل على ماستر متخصص في السينما الوثائقية من جامعة عبد المالك السعدي في تطوان. كما حصل على إجارة مهنية في الدراسات السينمائية والسمعية البصرية ودبلوم تقني متخصص في الإنفوجرافيك والوسائط المتعددة من ISMONTIC في طنجة. بدأ مساره الأكاديمي بالبكالوريا في الفنون التطبيقية من الثانوية التقنية مولاي يوسف بطنجة، ليواصل بعدها دراساته الجامعية في مجالات متعددة، وهو ما يعكس شغفه والتزامه بالسينما والفنون البصرية.

## المسار المهني
بدأ محمد علالي مساره السينمائي والفني بأفلام قصيرة:
- 2019: فيلمه الوثائقي القصير كوشا، وهو أول عمل سينمائي له.
- 2021: فيلمه القصير الروائي رحمة.
- 2023: فيلمه الوثائقي سيدة القبور (Lady of the Graves)، الذي يمزج بين الأسطورة، الوثائقي، والخيال، مستلهمًا من ذكريات جدته وأساطيرها. هذا العمل ساعده على تطوير مهاراته التقنية والفنية من خلال قصة متجذرة في التراث المغربي.

## المشاركات
شارك محمد علالي في عدة مهرجانات دولية، وأعماله حصلت على تقديرات، منها:
- FIDEC تطوان – المغرب
- FlAfest، كولومبيا
- Power24 International Film Festival، نيجيريا
- Chania Film Festival، اليونان
- "Nomad 2024: The Infinite Sky" Film Festival، قيرغيزستان
- Festival Internazionale Nebrodi Cinema Doc، إيطاليا
- مهرجان سينما المؤلف الرباط (FICAR)، المغرب
- مهرجان مراكش للفيلم القصير، المغرب

## روابط وأعمال
- فيلم "سيدة القبور" على يوتيوب
- صفحة الفيلم على FilmFreeway
- صفحة الفيلم على مهرجان مراكش للفيلم القصير
- صفحة الفيلم على مهرجان الرباط الدولي لسينما المؤلف (FICAR)
- ترشيح للفيلم لجائزة "بهجة" لأفضل دور نسائي

## الجوائز والمهرجانات
شارك محمد علالي في عدة مهرجانات محلية ودولية، وأعماله حصلت على تقديرات، منها:
- مهرجان مراكش للفيلم القصير – ترشح لجائزة بلارج (أفضل مخرج) وجائزة نخيل (أفضل فيلم) لعام 2025.[1]
- ترشحت أسماء لامين عن دورها في سيدة القبور لجائزة "بهجة" لأفضل دور نسائي ضمن مهرجان مراكش للفيلم القصير 2025.[2]